# Onychogale
Onychogalea
Genre
Ce genre de wallabies à queue cornée comprend trois espèces :
- Onychogalea fraenata - Onychogale bridé ou Wallaby bridé à queue cornée
- Onychogalea lunata † - Onychogale luné ou Wallaby à queue cornée
- Onychogalea unguifera - Onychogale du Nord ou Wallaby de Fawn à queue cornée